# Jan Kalenkiewicz
Jan Kalenkiewicz (ur. 4 czerwca 1875 w Grodnie, zm. 10 czerwca 1960 w Warszawie) – polski ziemianin, agronom, polityk i działacz społeczny, poseł na Sejm I kadencji w II RP z ramienia Związku Ludowo-Narodowego.

## Życiorys
W 1894 zdał maturę w Gimnazjum Ojców Jezuitów w Chyrowie. W 1897 ukończył studia na Wydziale Agronomicznym Uniwersytetu w Halle. 
Na początku XX wieku pracował jako urzędnik w Ubezpieczeniach Rządowych. Brał udział w I Zjeździe Pracowników Ubezpieczeń Państwowych w Królestwie Polskim, w którego prezydium zasiadł. 
W czasie I wojny światowej był prezesem Bystrzyckiego Komitetu Pomocy Ofiarom Wojny. W tym okresie utrzymywał we własnym majątku w Trokienikach przytułek dla sierot. 24 maja 1917 podpisał deklarację do Kanclerza Rzeszy w sprawie utworzenia polskiego państwa na Wileńszczyźnie. Należał do Polskiego Niepodległościowego Związku Litwy. Był w ramach niego członkiem Komitetu Wykonawczego. W 1918 został ochotnikiem w oddziałach Samoobrony Wileńskiej majora Jerzego Dąbrowskiego, z którym odbył całą kampanię.
Należał do Wileńskiej Rady Ekonomicznej, Związku Ziemian w Wilnie i Wileńskiego Towarzystwa Rolniczego. Pełnił funkcję wiceprezesa Związku Kółek Rolniczych w Wilnie. Był członkiem Towarzystwa Przyjaciół Nauk w Wilnie. W 1921 był współzałożycielem Polskiego Towarzystwa Ruchu Motorowego. Należał do grona współzałożycieli Wileńsko-Trockiego Powiatowego Banku Spółdzielczego. W wyborach w 1922 uzyskał mandat z listy państwowej nr 8 (Chrześcijański Związek Jedności Narodowej). W Sejmie był członkiem klubu Związku Ludowo-Narodowego. Należał do komisji rolnej i reform rolnych. Po zakończeniu kadencji Sejmu wycofał się z życia politycznego. W 1929 był członkiem sekcji ogólnej Drugiego Marszu Szlakiem Batorego w dniach 29 i 30 czerwca. W latach 30. pracował jako klasyfikator gruntów w Galicji Wschodniej. Był autorem wielu artykułów o tematyce ekonomiczno-gospodarczej w prasie codziennej i fachowej. 
Na początku II wojny światowej mieszkał w Kolbuszowej. Pod koniec wojny powrócił na Wileńszczyznę i został administratorem majątku.
Zmarł w 1960. Został pochowany na cmentarzu św. Jerzego w Toruniu (kwatera A/0/107).

## Rodzina
Był synem Jana, ziemianina, i Zofii z Ołdakowskich. Ożenił się z Heleną z Zawadzkich. Miał z nią dwóch synów: Macieja (podpułkownika WP, hubalczyka, cichociemnego) i Wojciecha (porucznika WP) oraz córkę Annę (historyk), żonę rusycysty prof. Anatola Mirowicza. 